# بخش سالزبری (شهرستان میگس، اوهایو)
بخش سالزبری (به انگلیسی: Salisbury Township) یک منطقهٔ مسکونی در ایالات متحده آمریکا است که در شهرستان میگس، اوهایو واقع شده‌است.
 بخش سالزبری ۸۸٫۵ کیلومتر مربع مساحت و ۶٬۴۴۱ نفر جمعیت دارد و ۲۳۹ متر بالاتر از سطح دریا واقع شده‌است.